# Klaus Warnecke

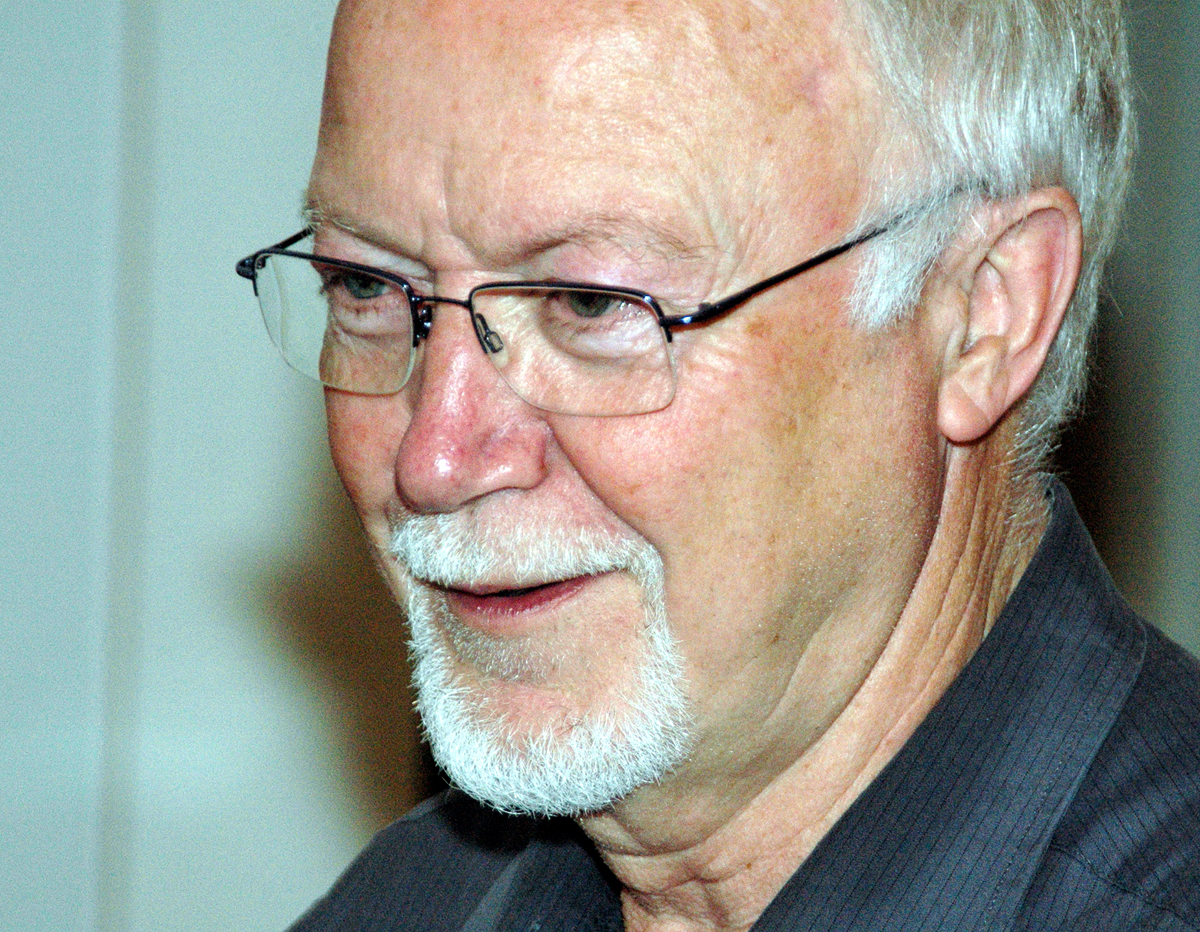
Klaus Warnecke bei einer Veranstaltung in München 2007

Klaus Warnecke (* 14. Dezember 1943 in Kopenhagen) ist ein deutscher Politiker (SPD).
Warnecke wuchs in München-Obersendling auf und machte das Abitur am Erasmus-Grasser-Gymnasium. Er studierte Rechtswissenschaften, Politologie, Bayerische Geschichte und Psychologie, machte das 1. und das 2. juristische Staatsexamen und erwarb den Titel Magister Artium. Er war als Lehrer an der Fachhochschule München, als Rechtsanwalt und in der Erwachsenenbildung tätig.
1962 wurde Warnecke Mitglied der SPD. Von 1974 bis 1990 gehörte er dem Bayerischen Landtag als Abgeordneter an.